# Serie A (Italia) 2020-21
La Serie A 2020-21 fue la octogésima novena edición de la máxima competición futbolística de Italia, desde su creación en 1929.
Un total de 20 equipos participaron en la competición, incluyendo 17 equipos de la temporada anterior y 3 provenientes de la Serie B 2019-20.

## Equipos participantes
Veinte equipos compitieron en la liga: los diecisiete mejores equipos de la temporada anterior y tres equipos promovidos de la Serie B.
Benevento (el 29 de junio de 2020) y Crotone (el 24 de julio de 2020) fueron los dos equipos promovidos directamente de la Serie B, ambos después de una ausencia de dos años. El 20 de agosto de 2020, Spezia ganó los play-offs para conseguir su primer ascenso a la Serie A; Spezia es el equipo número 66 que participa en la liga italiana de primer nivel.

### Impacto de la pandemia COVID-19
Un día después del partido Società Sportiva Calcio Napoli-Genoa Cricket & Football Club el 27 de septiembre de 2020, Génova anunció que 14 jugadores de Génova dieron positivo por COVID-19. Por lo tanto, el partido Génova-Torino Football Club programado para el 3 de octubre se pospuso.

### Ascensos y descensos
| Pos. | a Serie B |
| ---- | --------- |
| 18.º | Lecce     |
| 19.º | Brescia   |
| 20.º | SPAL      |

| Pos. | a Serie A |
| ---- | --------- |
| 1.º  | Benevento |
| 2.º  | Crotone   |
| Pro. | Spezia    |

### Datos de los equipos
| Equipo         | Ciudad    | Entrenador           | Capitán              | Estadio                             | Capacidad | Proveedor | Auspiciador         |
| -------------- | --------- | -------------------- | -------------------- | ----------------------------------- | --------- | --------- | ------------------- |
| Atalanta       | Bérgamo   | Gian Piero Gasperini | Rafael Tolói         | Gewiss Stadium                      | 21 300    | Joma      | Plus500             |
| Benevento      | Benevento | Filippo Inzaghi      | Christian Maggio     | Ciro Vigorito                       | 17 554    | Kappa     | IVPC Eolica         |
| Bologna        | Bolonia   | Siniša Mihajlović    | Andrea Poli          | Stadio Renato Dall'Ara              | 38 279    | Macron    | Liu Jo              |
| Cagliari       | Cagliari  | Leonardo Semplici    | João Pedro           | Sardegna Arena                      | 16 233    | Adidas    | Ichnusa             |
| Crotone        | Crotona   | Serse Cosmi          | Alex Cordaz          | Stadio Ezio Scida                   | 16 040    | Zeus      | San Vincenzo Salume |
| Fiorentina     | Florencia | Giuseppe Iachini     | Germán Pezzella      | Stadio Artemio Franchi              | 43 147    | Kappa     | Mediacom            |
| Genoa          | Génova    | Davide Ballardini    | Domenico Criscito    | Stadio Luigi Ferraris               | 36 685    | Kappa     | Giocheria           |
| Hellas Verona  | Verona    | Ivan Jurić           | Giampaolo Pazzini    | Stadio Marc'Antonio Bentegodi       | 39 211    | Macron    | AirDolomiti         |
| Internazionale | Milán     | Antonio Conte        | Samir Handanovič     | Giuseppe Meazza                     | 80 018    | Nike      | Pirelli             |
| Juventus       | Turín     | Andrea Pirlo         | Giorgio Chiellini    | Allianz Stadium                     | 41 507    | Adidas    | Jeep                |
| Lazio          | Roma      | Simone Inzaghi       | Senad Lulić          | Olímpico de Roma                    | 72 700    | Macron    |                     |
| Milan          | Milán     | Stefano Pioli        | Alessio Romagnoli    | San Siro                            | 80 018    | Puma      | Emirates            |
| Napoli         | Nápoles   | Gennaro Gattuso      | Lorenzo Insigne      | Stadio Diego Armando Maradona       | 60 240    | Kappa     | Lete                |
| Parma          | Parma     | Roberto D'Aversa     | Bruno Alves          | Stadio Ennio Tardini                | 27 906    | Erreà     | Cetilar             |
| Roma           | Roma      | Paulo Fonseca        | Lorenzo Pellegrini   | Olímpico de Roma                    | 72 700    | Nike      | Qatar Airways       |
| Sampdoria      | Génova    | Claudio Ranieri      | Fabio Quagliarella   | Stadio Luigi Ferraris               | 36 685    | Macron    | Invent              |
| Sassuolo       | Sassuolo  | Roberto De Zerbi     | Francesco Magnanelli | Mapei Stadium - Città del Tricolore | 23 717    | Puma      | Mapei               |
| Spezia         | Spezia    | Vincenzo Italiano    | Claudio Terzi        | Stadio Alberto Picco                | 10 336    | Acerbis   | TEN Food & Beverage |
| Torino         | Turín     | Davide Nicola        | Andrea Belotti       | Stadio Olimpico Grande Torino       | 27 994    | Joma      | Suzuki              |
| Udinese        | Údine     | Luca Gotti           | Kevin Lasagna        | Stadio Friuli                       | 25 132    | Macron    | Dacia               |

### Cambios de entrenadores
| Equipo     | Entrenador (Jornadas)       | Salida                  | Tipo       | Posición | Entrenador        | Entrada                 |
| ---------- | --------------------------- | ----------------------- | ---------- | -------- | ----------------- | ----------------------- |
| Fiorentina | Giuseppe Iachini (1-7)      | 9 de noviembre de 2020  | Destituido | 12º      | Cesare Prandelli  | 9 de noviembre de 2020  |
| Genoa      | Rolando Maran (1-13)        | 21 de diciembre de 2020 | Destituido | 19º      | Davide Ballardini | 21 de diciembre de 2020 |
| Parma      | Fabio Liverani (1-16)       | 7 de enero de 2021      | Destituido | 18º      | Roberto D'Aversa  | 7 de enero de 2021      |
| Torino     | Marco Giampaolo (1-18)      | 18 de enero de 2021     | Destituido | 18º      | Davide Nicola     | 19 de enero de 2021     |
| Cagliari   | Eusebio Di Francesco (1-23) | 22 de febrero de 2021   | Destituido | 18º      | Leonardo Semplici | 22 de febrero de 2021   |
| Crotone    | Giovanni Stroppa (1-24)     | 1 de marzo de 2021      | Destituido | 20º      | Serse Cosmi       | 1 de marzo de 2021      |
| Fiorentina | Cesare Prandelli (8-28)     | 23 de marzo de 2021     | Dimisión   | 14º      | Giuseppe Iachini  | 24 de marzo de 2021     |

| ←: Entrenador proveniente de otro equipo activo.             |
| →: Entrenador contratado por otro equipo activo.             |
| ⇔: Entrenador cambia de equipo en la misma división.         |
| ↑: Entrenador proveniente de inferiores o sube de categoría. |
| ↓: Entrenador vuelve a inferiores o cae de categoría.        |
| Entrenador interino o director deportivo en cursiva.         |

### Equipos por región
| Región               | N.º | Equipos                          |
| -------------------- | --- | -------------------------------- |
| Emilia-Romaña        | 3   | Bologna, Parma y Sassuolo        |
| Lombardía            | 3   | Atalanta, Internazionale y Milan |
| Liguria              | 3   | Genoa, Sampdoria y Spezia        |
| Campania             | 2   | Benevento y Napoli               |
| Lacio                | 2   | Lazio y Roma                     |
| Piamonte             | 2   | Juventus y Torino                |
| Calabria             | 1   | Crotone                          |
| Cerdeña              | 1   | Cagliari                         |
| Friuli-Venecia Julia | 1   | Udinese                          |
| Toscana              | 1   | Fiorentina                       |
| Véneto               | 1   | Hellas Verona                    |

## Clasificación
| Pos. | Equipo             | Pts. | PJ | G  | E  | P  | GF | GC | Dif. | Clasificación 2021–22                           |
| ---- | ------------------ | ---- | -- | -- | -- | -- | -- | -- | ---- | ----------------------------------------------- |
| 1    | Inter de Milán (C) | 91   | 38 | 28 | 7  | 3  | 89 | 35 | +54  | Fase de grupos de la Liga de Campeones          |
| 2    | Milan              | 79   | 38 | 24 | 7  | 7  | 74 | 41 | +33  | Fase de grupos de la Liga de Campeones          |
| 3    | Atalanta           | 78   | 38 | 23 | 9  | 6  | 90 | 47 | +43  | Fase de grupos de la Liga de Campeones          |
| 4    | Juventus           | 78   | 38 | 23 | 9  | 6  | 77 | 38 | +39  | Fase de grupos de la Liga de Campeones          |
| 5    | Napoli             | 77   | 38 | 24 | 5  | 9  | 86 | 41 | +45  | Fase de grupos de la Liga Europa                |
| 6    | Lazio              | 68   | 38 | 21 | 5  | 12 | 61 | 55 | +6   | Fase de grupos de la Liga Europa                |
| 7    | Roma               | 62   | 38 | 18 | 8  | 12 | 68 | 58 | +10  | Ronda de play-off de la Liga Europa Conferencia |
| 8    | Sassuolo           | 62   | 38 | 17 | 11 | 10 | 64 | 56 | +8   |                                                 |
| 9    | Sampdoria          | 52   | 38 | 15 | 7  | 16 | 52 | 54 | −2   |                                                 |
| 10   | Hellas Verona      | 45   | 38 | 11 | 12 | 15 | 46 | 48 | −2   |                                                 |
| 11   | Genoa              | 42   | 38 | 10 | 12 | 16 | 47 | 58 | −11  |                                                 |
| 12   | Bologna            | 41   | 38 | 10 | 11 | 17 | 51 | 65 | −14  |                                                 |
| 13   | Fiorentina         | 40   | 38 | 9  | 13 | 16 | 47 | 59 | −12  |                                                 |
| 14   | Udinese            | 40   | 38 | 10 | 10 | 18 | 42 | 58 | −16  |                                                 |
| 15   | Spezia             | 39   | 38 | 9  | 12 | 17 | 52 | 72 | −20  |                                                 |
| 16   | Cagliari           | 37   | 38 | 9  | 10 | 19 | 43 | 59 | −16  |                                                 |
| 17   | Torino             | 37   | 38 | 7  | 16 | 15 | 50 | 69 | −19  |                                                 |
| 18   | Benevento (D)      | 33   | 38 | 7  | 12 | 19 | 40 | 75 | −35  | Descenso de categoría                           |
| 19   | Crotone (D)        | 23   | 38 | 6  | 5  | 27 | 45 | 92 | −47  | Descenso de categoría                           |
| 20   | Parma (D)          | 20   | 38 | 3  | 11 | 24 | 39 | 83 | −44  | Descenso de categoría                           |

Actualizado a los partidos jugados el 17 de mayo de 2021.
 Fuente: Serie A
Notas:
1. ↑  Dado que los ganadores de la Copa Italia 2020-21, Juventus, se clasifican para competiciones europeas según la posición de la liga, la plaza en la fase de grupos de la Liga Europa otorgada a los ganadores de la Copa Italia pasa al sexto puesto y el cupo a la ronda de play-off de la Liga Europa Conferencia pasa al séptimo puesto.

### Evolución de la clasificación
| Equipo     | 01  | 02 | 03  | 04  | 05  | 06 | 07 | 08 | 09 | 10  | 11  | 12  | 13  | 14  | 15  | 16  | 17  | 18 | 19 | 20 | 21 | 22 | 23 | 24  | 25   | 26   | 27  | 28  | 29  | 30  | 31  | 32  | 33  | 34  | 35  | 36  | 37  | 38 |
| ---------- | --- | -- | --- | --- | --- | -- | -- | -- | -- | --- | --- | --- | --- | --- | --- | --- | --- | -- | -- | -- | -- | -- | -- | --- | ---- | ---- | --- | --- | --- | --- | --- | --- | --- | --- | --- | --- | --- | -- |
| Inter      | 12* | 3  | 4   | 6   | 4   | 6  | 7  | 5  | 2  | 2   | 2   | 2   | 2   | 2   | 2   | 2   | 2   | 2  | 2  | 2  | 2  | 1  | 1  | 1   | 1    | 1    | 1   | 1*  | 1   | 1   | 1   | 1   | 1   | 1   | 1   | 1   | 1   | 1  |
| Milan      | 3   | 4  | 2   | 1   | 1   | 1  | 1  | 1  | 1  | 1   | 1   | 1   | 1   | 1   | 1   | 1   | 1   | 1  | 1  | 1  | 1  | 2  | 2  | 2   | 2    | 2    | 2   | 2   | 2   | 2   | 2   | 2   | 5   | 4   | 3   | 3   | 3   | 2  |
| Atalanta   | 10* | 2  | 1   | 3   | 6   | 4  | 6  | 7  | 8  | 9*  | 8*  | 8*  | 7*  | 7*  | 7*  | 7*  | 5*  | 5  | 4  | 7  | 7  | 6  | 5  | 4   | 3    | 5    | 4   | 3   | 4   | 4   | 3   | 4   | 2   | 2   | 2   | 2   | 2   | 3  |
| Juventus   | 2   | 6  | 8*  | 5   | 5   | 3  | 5  | 4  | 4  | 4   | 4   | 3   | 3   | 6*  | 5*  | 3*  | 4*  | 6* | 5* | 4* | 3* | 4* | 3* | 3*  | 4*   | 3*   | 3*  | 4*  | 3   | 3   | 4   | 3   | 4   | 3   | 5   | 5   | 5   | 4  |
| Napoli     | 4   | 1  | 5*  | 4   | 2   | 5  | 3  | 6  | 5  | 3   | 3   | 5   | 5   | 5*  | 4*  | 6*  | 6*  | 3* | 6* | 5* | 6* | 5* | 7* | 6*  | 6*   | 6*   | 5*  | 5*  | 5   | 5   | 5   | 5   | 3   | 5   | 4   | 4   | 4   | 5  |
| Lazio      | 13* | 10 | 9   | 15  | 12  | 10 | 9  | 8  | 9  | 7   | 9   | 9   | 8   | 8   | 9   | 8   | 8   | 7  | 7  | 6  | 5  | 7  | 6  | 7   | 7*   | 7*   | 7*  | 7*  | 6*  | 6*  | 6*  | 6*  | 6*  | 6*  | 6*  | 6*  | 6*  | 6  |
| Roma       | 9   | 15 | 10  | 8   | 9   | 8  | 4  | 3  | 6  | 6   | 6   | 4   | 4   | 3   | 3   | 4   | 3   | 4  | 3  | 3  | 4  | 3  | 4  | 5   | 5    | 4    | 6   | 6   | 7   | 7   | 7   | 7   | 7   | 7   | 7   | 7   | 7   | 7  |
| Sassuolo   | 7   | 7  | 3   | 2   | 3   | 2  | 2  | 2  | 3  | 5   | 5   | 6   | 6   | 4   | 6   | 5   | 7   | 8  | 9  | 8  | 8  | 8  | 8  | 9*  | 9*   | 9*   | 8   | 8*  | 9   | 8   | 8   | 8   | 8   | 8   | 8   | 8   | 8   | 8  |
| Sampdoria  | 20  | 18 | 14  | 9   | 7   | 9  | 10 | 10 | 11 | 12  | 13  | 11  | 10  | 11  | 11  | 11  | 11  | 10 | 10 | 10 | 10 | 10 | 10 | 10  | 10   | 10   | 11  | 10  | 10  | 10  | 10  | 9   | 9   | 9   | 9   | 9   | 9   | 9  |
| Hellas     | 8   | 5  | 6   | 7   | 8   | 7  | 8  | 9  | 7  | 8   | 7   | 7   | 9   | 9   | 8   | 9   | 9   | 9  | 8  | 9  | 9  | 9  | 9  | 8   | 8    | 8    | 9   | 9   | 8   | 9   | 9   | 10  | 10  | 10  | 10  | 10  | 10  | 10 |
| Genoa      | 1   | 13 | 13* | 12* | 16* | 16 | 18 | 19 | 19 | 19  | 19  | 18  | 19  | 18  | 19  | 19  | 17  | 16 | 16 | 14 | 12 | 11 | 11 | 13  | 13   | 13   | 14  | 13  | 13  | 13  | 13  | 14  | 13  | 13  | 14  | 14  | 14  | 11 |
| Bologna    | 17  | 8  | 11  | 16  | 17  | 13 | 14 | 12 | 10 | 10  | 12  | 13  | 14  | 13  | 12  | 12  | 13  | 12 | 13 | 15 | 13 | 12 | 12 | 11  | 12   | 12   | 12  | 11  | 11  | 11  | 11  | 11  | 12  | 12  | 12  | 11  | 11  | 12 |
| Fiorentina | 5   | 9  | 12  | 11  | 10  | 11 | 12 | 15 | 17 | 17  | 17  | 17  | 16  | 14  | 13  | 14  | 12  | 14 | 12 | 11 | 15 | 16 | 14 | 15  | 14   | 14   | 13  | 14  | 14  | 15  | 16  | 13  | 14  | 14  | 13  | 13  | 13  | 13 |
| Udinese    | 15* | 17 | 19  | 17  | 18  | 19 | 19 | 16 | 13 | 14* | 10* | 10* | 11* | 12* | 14* | 13* | 15* | 15 | 14 | 13 | 11 | 14 | 13 | 12  | 11   | 11   | 10  | 12  | 12  | 12  | 12  | 12  | 11  | 11  | 11  | 12  | 12  | 14 |
| Spezia     | 14* | 11 | 15  | 14  | 14  | 17 | 13 | 13 | 14 | 15  | 16  | 16  | 17  | 17  | 18  | 16  | 14  | 13 | 15 | 16 | 16 | 13 | 16 | 14  | 15   | 15   | 15  | 15  | 16  | 14  | 14  | 15  | 15  | 16  | 17  | 17  | 15  | 15 |
| Cagliari   | 6   | 14 | 17  | 13  | 11  | 12 | 11 | 11 | 12 | 11  | 11  | 12  | 13  | 15  | 15  | 15  | 16  | 17 | 18 | 18 | 18 | 18 | 18 | 18  | 17   | 17   | 18  | 18  | 18  | 18  | 18  | 18  | 17  | 17  | 16  | 15  | 16  | 16 |
| Torino     | 16  | 16 | 18* | 20* | 19* | 18 | 17 | 18 | 18 | 18  | 18  | 19  | 18  | 20  | 17  | 17  | 18  | 18 | 17 | 17 | 17 | 17 | 17 | 17* | 18** | 18** | 17* | 17* | 17* | 17* | 15* | 16* | 16* | 15* | 15* | 16* | 17* | 17 |
| Benevento  | 11* | 12 | 7   | 10  | 13  | 14 | 16 | 14 | 15 | 13  | 15  | 15  | 12  | 10  | 10  | 10  | 10  | 11 | 11 | 12 | 14 | 15 | 15 | 16  | 16   | 16   | 16  | 16  | 15  | 16  | 17  | 17  | 18  | 18  | 18  | 18  | 18  | 18 |
| Crotone    | 19  | 19 | 20  | 19  | 20  | 20 | 20 | 20 | 20 | 20  | 20  | 20  | 20  | 19  | 20  | 20  | 20  | 20 | 20 | 20 | 20 | 20 | 20 | 20  | 20   | 20   | 20  | 20  | 20  | 20  | 20  | 20  | 20  | 20  | 20  | 19  | 19  | 19 |
| Parma      | 18  | 20 | 16  | 18  | 15  | 15 | 15 | 17 | 16 | 16  | 14  | 14  | 15  | 16  | 16  | 18  | 19  | 19 | 19 | 19 | 19 | 19 | 19 | 19  | 19   | 19   | 19  | 19  | 19  | 19  | 19  | 19  | 19  | 19  | 19  | 20  | 20  | 20 |

Notas:
* Indica la posición del equipo con un partido pendiente.

## Resultados
Los horarios corresponden al huso horario de Italia (Hora central europea): UTC+1 en horario estándar y UTC+2 en horario de verano

### Primera vuelta
| Fiorentina    | 1 - 0                                                        | Torino         | Artemio Franchi             | 19 de septiembre | 18:00 |
| Hellas Verona | 3 - 0                                                        | Roma           | Marc'Antonio Bentegodi      | 19 de septiembre | 20:45 |
| Parma         | 0 - 2 Archivado el 28 de octubre de 2020 en Wayback Machine. | Napoli         | Ennio Tardini               | 20 de septiembre | 12:30 |
| Genoa         | 4 - 1 Archivado el 27 de octubre de 2020 en Wayback Machine. | Crotone        | Luigi Ferraris              | 20 de septiembre | 15:00 |
| Sassuolo      | 1 - 1 Archivado el 17 de mayo de 2021 en Wayback Machine.    | Cagliari       | Mapei - Città del Tricolore | 20 de septiembre | 18:00 |
| Juventus      | 3 - 0                                                        | Sampdoria      | Allianz                     | 20 de septiembre | 20:45 |
| Milan         | 2 - 0                                                        | Bologna        | San Siro                    | 21 de septiembre | 20:45 |
| Benevento     | 2 - 5                                                        | Internazionale | Ciro Vigorito               | 30 de septiembre | 18:00 |
| Udinese       | 0 - 2 Archivado el 2 de octubre de 2020 en Wayback Machine.  | Spezia         | Friuli-Dacia Arena          | 30 de septiembre | 18:00 |
| Lazio         | 1 - 4                                                        | Atalanta       | Olímpico de Roma            | 30 de septiembre | 20:45 |

| Torino         | 2 - 4 Archivado el 28 de septiembre de 2020 en Wayback Machine. | Atalanta   | Olímpico Grande Torino | 26 de septiembre | 15:00 |
| Cagliari       | 0 - 2 Archivado el 28 de septiembre de 2020 en Wayback Machine. | Lazio      | Sardegna Arena         | 26 de septiembre | 18:00 |
| Sampdoria      | 2 - 3 Archivado el 23 de noviembre de 2020 en Wayback Machine.  | Benevento  | Luigi Ferraris         | 26 de septiembre | 18:00 |
| Internazionale | 4 - 3                                                           | Fiorentina | Giuseppe Meazza        | 26 de septiembre | 20:45 |
| Spezia         | 3 - 4 Archivado el 27 de octubre de 2020 en Wayback Machine.    | Sassuolo   | Alberto Picco          | 27 de septiembre | 12:30 |
| Hellas Verona  | 1 - 0 Archivado el 29 de septiembre de 2020 en Wayback Machine. | Udinese    | Marc'Antonio Bentegodi | 27 de septiembre | 15:00 |
| Crotone        | 0 - 2 Archivado el 29 de septiembre de 2020 en Wayback Machine. | Milan      | Ezio Scida             | 27 de septiembre | 18:00 |
| Napoli         | 6 - 0 Archivado el 29 de septiembre de 2020 en Wayback Machine. | Genoa      | San Paolo              | 27 de septiembre | 18:00 |
| Roma           | 2 - 2                                                           | Juventus   | Olímpico de Roma       | 27 de septiembre | 20:45 |
| Bologna        | 4 - 1 Archivado el 1 de octubre de 2020 en Wayback Machine.     | Parma      | Renato Dall'Ara        | 28 de septiembre | 20:45 |

| Fiorentina | 1 - 2 Archivado el 2 de diciembre de 2020 en Wayback Machine.   | Sampdoria      | Artemio Franchi             | 2 de octubre   | 20:45 |
| Sassuolo   | 4 - 1 Archivado el 6 de octubre de 2020 en Wayback Machine.     | Crotone        | Mapei - Città del Tricolore | 3 de octubre   | 15:00 |
| Udinese    | 0 - 1 Archivado el 6 de octubre de 2020 en Wayback Machine.     | Roma           | Friuli-Dacia Arena          | 3 de octubre   | 20:45 |
| Atalanta   | 5 - 2 Archivado el 7 de octubre de 2020 en Wayback Machine.     | Cagliari       | Gewiss Stadium              | 4 de octubre   | 12:30 |
| Benevento  | 4 - 1 Archivado el 7 de octubre de 2020 en Wayback Machine.     | Bologna        | Ciro Vigorito               | 4 de octubre   | 15:00 |
| Lazio      | 1 - 1 Archivado el 11 de octubre de 2020 en Wayback Machine.    | Internazionale | Olímpico de Roma            | 4 de octubre   | 15:00 |
| Parma      | 1 - 0 Archivado el 7 de octubre de 2020 en Wayback Machine.     | Hellas Verona  | Ennio Tardini               | 4 de octubre   | 15:00 |
| Milan      | 3 - 0 Archivado el 7 de octubre de 2020 en Wayback Machine.     | Spezia         | San Siro                    | 4 de octubre   | 18:00 |
| Genoa      | 1 - 2 Archivado el 17 de septiembre de 2021 en Wayback Machine. | Torino         | Ennio Tardini               | 4 de noviembre | 17:00 |
| Juventus   | 2 - 1 Archivado el 12 de octubre de 2020 en Wayback Machine.    | Napoli         | Allianz                     | 7 de abril     | 18:45 |

| Napoli         | 4 - 1 Archivado el 17 de octubre de 2020 en Wayback Machine.                                            | Atalanta   | San Paolo              | 17 de octubre | 15:00 |
| Internazionale | 1 - 2                                                                                                   | Milan      | Giuseppe Meazza        | 17 de octubre | 18:00 |
| Sampdoria      | 3 - 0 Archivado el 18 de octubre de 2020 en Wayback Machine.                                            | Lazio      | Luigi Ferraris         | 17 de octubre | 18:00 |
| Crotone        | 1 - 1 Archivado el 19 de octubre de 2020 en Wayback Machine.                                            | Juventus   | Ezio Scida             | 17 de octubre | 20:45 |
| Bologna        | 3 - 4                                                                                                   | Sassuolo   | Renato Dall'Ara        | 18 de octubre | 12:30 |
| Spezia         | 2 - 2 (enlace roto disponible en Internet Archive; véase el historial, la primera versión y la última). | Fiorentina | Alberto Picco          | 18 de octubre | 15:00 |
| Torino         | 2 - 3 Archivado el 18 de octubre de 2020 en Wayback Machine.                                            | Cagliari   | Olímpico Grande Torino | 18 de octubre | 15:00 |
| Udinese        | 3 - 2 Archivado el 18 de octubre de 2020 en Wayback Machine.                                            | Parma      | Friuli-Dacia Arena     | 18 de octubre | 18:00 |
| Roma           | 5 - 2 (enlace roto disponible en Internet Archive; véase el historial, la primera versión y la última). | Benevento  | Olímpico de Roma       | 18 de octubre | 20:45 |
| Hellas Verona  | 0 - 0 Archivado el 21 de octubre de 2020 en Wayback Machine.                                            | Genoa      | Marc'Antonio Bentegodi | 19 de octubre | 20:45 |

| Sassuolo   | 3 - 3 Archivado el 26 de octubre de 2020 en Wayback Machine.                                            | Torino         | Mapei - Città del Tricolore | 23 de octubre | 20:45 |
| Atalanta   | 1 - 3 Archivado el 27 de octubre de 2020 en Wayback Machine.                                            | Sampdoria      | Gewiss Stadium              | 24 de octubre | 15:00 |
| Genoa      | 0 - 2 Archivado el 15 de enero de 2021 en Wayback Machine.                                              | Internazionale | Luigi Ferraris              | 24 de octubre | 18:00 |
| Lazio      | 2 - 1 Archivado el 27 de octubre de 2020 en Wayback Machine.                                            | Bologna        | Olímpico de Roma            | 24 de octubre | 20:45 |
| Cagliari   | 4 - 2 (enlace roto disponible en Internet Archive; véase el historial, la primera versión y la última). | Crotone        | Sardegna Arena              | 25 de octubre | 12:30 |
| Benevento  | 1 - 2 Archivado el 30 de octubre de 2020 en Wayback Machine.                                            | Napoli         | Ciro Vigorito               | 25 de octubre | 15:00 |
| Parma      | 2 - 2 Archivado el 28 de octubre de 2020 en Wayback Machine.                                            | Spezia         | Ennio Tardini               | 25 de octubre | 15:00 |
| Fiorentina | 3 - 2 Archivado el 28 de octubre de 2020 en Wayback Machine.                                            | Udinese        | Artemio Franchi             | 25 de octubre | 18:00 |
| Juventus   | 1 - 1 Archivado el 31 de octubre de 2020 en Wayback Machine.                                            | Hellas Verona  | Allianz                     | 25 de octubre | 20:45 |
| Milan      | 3 - 3 Archivado el 28 de octubre de 2020 en Wayback Machine.                                            | Roma           | San Siro                    | 26 de octubre | 20:45 |

| Crotone        | 1 - 2 Archivado el 22 de septiembre de 2021 en Wayback Machine.                                         | Atalanta   | Ezio Scida             | 31 de octubre  | 15:00 |
| Internazionale | 2 - 2 (enlace roto disponible en Internet Archive; véase el historial, la primera versión y la última). | Parma      | Giuseppe Meazza        | 31 de octubre  | 18:00 |
| Bologna        | 3 - 2 Archivado el 8 de noviembre de 2020 en Wayback Machine.                                           | Cagliari   | Renato Dall'Ara        | 31 de octubre  | 20:45 |
| Udinese        | 1 - 2 Archivado el 8 de noviembre de 2020 en Wayback Machine.                                           | Milan      | Friuli-Dacia Arena     | 1 de noviembre | 12:30 |
| Spezia         | 1 - 4 Archivado el 1 de noviembre de 2020 en Wayback Machine.                                           | Juventus   | Alberto Picco          | 1 de noviembre | 15:00 |
| Torino         | 3 - 4 Archivado el 21 de octubre de 2020 en Wayback Machine.                                            | Lazio      | Olímpico Grande Torino | 1 de noviembre | 15:00 |
| Napoli         | 0 - 2 Archivado el 6 de marzo de 2021 en Wayback Machine.                                               | Sassuolo   | San Paolo              | 1 de noviembre | 18:00 |
| Roma           | 2 - 0 Archivado el 18 de septiembre de 2021 en Wayback Machine.                                         | Fiorentina | Olímpico de Roma       | 1 de noviembre | 18:00 |
| Sampdoria      | 1 - 1 Archivado el 22 de septiembre de 2021 en Wayback Machine.                                         | Genoa      | Luigi Ferraris         | 1 de noviembre | 20:45 |
| Hellas Verona  | 3 - 1 Archivado el 22 de septiembre de 2021 en Wayback Machine.                                         | Benevento  | Marc'Antonio Bentegodi | 2 de noviembre | 20:45 |

| Sassuolo  | 0 - 0 Archivado el 16 de mayo de 2021 en Wayback Machine.       | Udinese        | Mapei - Città del Tricolore | 6 de noviembre | 20:45 |
| Cagliari  | 2 - 0 Archivado el 16 de mayo de 2021 en Wayback Machine.       | Sampdoria      | Sardegna Arena              | 7 de noviembre | 15:00 |
| Benevento | 0 - 3 Archivado el 17 de mayo de 2021 en Wayback Machine.       | Spezia         | Ciro Vigorito               | 7 de noviembre | 18:00 |
| Parma     | 0 - 0 Archivado el 16 de diciembre de 2020 en Wayback Machine.  | Fiorentina     | Ennio Tardini               | 7 de noviembre | 20:45 |
| Lazio     | 1 - 1 Archivado el 7 de mayo de 2021 en Wayback Machine.        | Juventus       | Olímpico de Roma            | 8 de noviembre | 12:30 |
| Atalanta  | 1 - 1 Archivado el 8 de noviembre de 2020 en Wayback Machine.   | Internazionale | Gewiss Stadium              | 8 de noviembre | 15:00 |
| Genoa     | 1 - 3 Archivado el 18 de septiembre de 2021 en Wayback Machine. | Roma           | Luigi Ferraris              | 8 de noviembre | 15:00 |
| Torino    | 0 - 0 Archivado el 31 de octubre de 2020 en Wayback Machine.    | Crotone        | Olímpico Grande Torino      | 8 de noviembre | 15:00 |
| Bologna   | 0 - 1 Archivado el 28 de noviembre de 2020 en Wayback Machine.  | Napoli         | Renato Dall'Ara             | 8 de noviembre | 18:00 |
| Milan     | 2 - 2 Archivado el 2 de diciembre de 2020 en Wayback Machine.   | Hellas Verona  | San Siro                    | 8 de noviembre | 20:45 |

| Crotone        | 0 - 2 Archivado el 27 de noviembre de 2020 en Wayback Machine. | Lazio     | Ezio Scida             | 21 de noviembre | 15:00 |
| Spezia         | 0 - 0 Archivado el 27 de noviembre de 2020 en Wayback Machine. | Atalanta  | Alberto Picco          | 21 de noviembre | 18:00 |
| Juventus       | 2 - 0 Archivado el 21 de noviembre de 2020 en Wayback Machine. | Cagliari  | Allianz                | 21 de noviembre | 20:45 |
| Fiorentina     | 0 - 1 Archivado el 29 de noviembre de 2020 en Wayback Machine. | Benevento | Artemio Franchi        | 22 de noviembre | 12:30 |
| Internazionale | 4 - 2                                                          | Torino    | Giuseppe Meazza        | 22 de noviembre | 15:00 |
| Roma           | 3 - 0 Archivado el 29 de noviembre de 2020 en Wayback Machine. | Parma     | Olímpico de Roma       | 22 de noviembre | 15:00 |
| Sampdoria      | 1 - 2 Archivado el 29 de noviembre de 2020 en Wayback Machine. | Bologna   | Luigi Ferraris         | 22 de noviembre | 15:00 |
| Hellas Verona  | 0 - 2 Archivado el 28 de noviembre de 2020 en Wayback Machine. | Sassuolo  | Marc'Antonio Bentegodi | 22 de noviembre | 15:00 |
| Udinese        | 1 - 0 Archivado el 28 de noviembre de 2020 en Wayback Machine. | Genoa     | Friuli-Dacia Arena     | 22 de noviembre | 18:00 |
| Napoli         | 1 - 3 Archivado el 1 de diciembre de 2020 en Wayback Machine.  | Milan     | San Paolo              | 22 de noviembre | 20:45 |

| Sassuolo  | 0 - 3 Archivado el 19 de mayo de 2021 en Wayback Machine.      | Internazionale | Mapei - Città del Tricolore | 28 de noviembre | 15:00 |
| Benevento | 1 - 1 Archivado el 28 de noviembre de 2020 en Wayback Machine. | Juventus       | Ciro Vigorito               | 28 de noviembre | 18:00 |
| Atalanta  | 0 - 2 Archivado el 29 de noviembre de 2020 en Wayback Machine. | Hellas Verona  | Gewiss Stadium              | 28 de noviembre | 20:45 |
| Lazio     | 1 - 3 Archivado el 9 de diciembre de 2020 en Wayback Machine.  | Udinese        | Olímpico de Roma            | 29 de noviembre | 12:30 |
| Bologna   | 1 - 0 Archivado el 14 de diciembre de 2020 en Wayback Machine. | Crotone        | Renato Dall'Ara             | 29 de noviembre | 15:00 |
| Milan     | 2 - 0 Archivado el 12 de diciembre de 2020 en Wayback Machine. | Fiorentina     | San Siro                    | 29 de noviembre | 15:00 |
| Cagliari  | 2 - 2 Archivado el 14 de diciembre de 2020 en Wayback Machine. | Spezia         | Sardegna Arena              | 29 de noviembre | 18:00 |
| Napoli    | 4 - 0                                                          | Roma           | Diego Armando Maradona      | 29 de noviembre | 20:45 |
| Torino    | 2 - 2 Archivado el 28 de octubre de 2020 en Wayback Machine.   | Sampdoria      | Olímpico Grande Torino      | 30 de noviembre | 18:30 |
| Genoa     | 1 - 2 Archivado el 13 de diciembre de 2020 en Wayback Machine. | Parma          | Luigi Ferraris              | 30 de noviembre | 20:45 |

| Spezia         | 1 - 2 Archivado el 22 de septiembre de 2021 en Wayback Machine. | Lazio     | Alberto Picco          | 5 de diciembre | 15:00 |
| Juventus       | 2 - 1 Archivado el 5 de diciembre de 2020 en Wayback Machine.   | Torino    | Allianz                | 5 de diciembre | 18:00 |
| Internazionale | 3 - 1 Archivado el 8 de diciembre de 2020 en Wayback Machine.   | Bologna   | Giuseppe Meazza        | 5 de diciembre | 20:45 |
| Hellas Verona  | 1 - 1 Archivado el 7 de diciembre de 2020 en Wayback Machine.   | Cagliari  | Marc'Antonio Bentegodi | 6 de diciembre | 12:30 |
| Parma          | 0 - 0 Archivado el 8 de diciembre de 2020 en Wayback Machine.   | Benevento | Ennio Tardini          | 6 de diciembre | 15:00 |
| Roma           | 0 - 0                                                           | Sassuolo  | Olímpico de Roma       | 6 de diciembre | 15:00 |
| Crotone        | 0 - 4 Archivado el 6 de marzo de 2021 en Wayback Machine.       | Napoli    | Ezio Scida             | 6 de diciembre | 18:00 |
| Sampdoria      | 1 - 2 Archivado el 10 de diciembre de 2020 en Wayback Machine.  | Milan     | Luigi Ferraris         | 6 de diciembre | 20:45 |
| Fiorentina     | 1 - 1 Archivado el 11 de diciembre de 2020 en Wayback Machine.  | Genoa     | Artemio Franchi        | 7 de diciembre | 20:45 |
| Udinese        | 1 - 1                                                           | Atalanta  | Friuli-Dacia Arena     | 20 de enero    | 11:00 |

| Sassuolo | 1 - 0 Archivado el 14 de diciembre de 2020 en Wayback Machine.  | Benevento      | Mapei - Città del Tricolore | 11 de diciembre | 20:45 |
| Crotone  | 4 - 1 Archivado el 15 de diciembre de 2020 en Wayback Machine.  | Spezia         | Ezio Scida                  | 12 de diciembre | 15:00 |
| Torino   | 2 - 3 Archivado el 13 de diciembre de 2020 en Wayback Machine.  | Udinese        | Olímpico Grande Torino      | 12 de diciembre | 18:00 |
| Lazio    | 1 - 2 Archivado el 22 de septiembre de 2021 en Wayback Machine. | Hellas Verona  | Olímpico de Roma            | 12 de diciembre | 20:45 |
| Cagliari | 1 - 3 Archivado el 14 de diciembre de 2020 en Wayback Machine.  | Internazionale | Sardegna Arena              | 13 de diciembre | 12:30 |
| Atalanta | 3 - 0 Archivado el 15 de diciembre de 2020 en Wayback Machine.  | Fiorentina     | Gewiss Stadium              | 13 de diciembre | 15:00 |
| Bologna  | 1 - 5 Archivado el 5 de enero de 2021 en Wayback Machine.       | Roma           | Renato Dall'Ara             | 13 de diciembre | 15:00 |
| Napoli   | 2 - 1 Archivado el 13 de diciembre de 2020 en Wayback Machine.  | Sampdoria      | Diego Armando Maradona      | 13 de diciembre | 15:00 |
| Genoa    | 1 - 3 Archivado el 13 de diciembre de 2020 en Wayback Machine.  | Juventus       | Luigi Ferraris              | 13 de diciembre | 18:00 |
| Milan    | 2 - 2 Archivado el 16 de diciembre de 2020 en Wayback Machine.  | Parma          | San Siro                    | 13 de diciembre | 20:45 |

| Udinese        | 0 - 0 (enlace roto disponible en Internet Archive; véase el historial, la primera versión y la última). | Crotone   | Friuli-Dacia Arena     | 15 de diciembre | 18:30 |
| Benevento      | 1 - 1 Archivado el 16 de diciembre de 2020 en Wayback Machine.                                          | Lazio     | Ciro Vigorito          | 15 de diciembre | 20:45 |
| Juventus       | 1 - 1 Archivado el 16 de diciembre de 2020 en Wayback Machine.                                          | Atalanta  | Allianz                | 16 de diciembre | 18:30 |
| Fiorentina     | 1 - 1 Archivado el 7 de mayo de 2021 en Wayback Machine.                                                | Sassuolo  | Artemio Franchi        | 16 de diciembre | 20:45 |
| Genoa          | 2 - 2 Archivado el 1 de mayo de 2021 en Wayback Machine.                                                | Milan     | Luigi Ferraris         | 16 de diciembre | 20:45 |
| Internazionale | 1 - 0 Archivado el 6 de marzo de 2021 en Wayback Machine.                                               | Napoli    | Giuseppe Meazza        | 16 de diciembre | 20:45 |
| Parma          | 0 - 0 Archivado el 16 de mayo de 2021 en Wayback Machine.                                               | Cagliari  | Ennio Tardini          | 16 de diciembre | 20:45 |
| Spezia         | 2 - 2 Archivado el 7 de mayo de 2021 en Wayback Machine.                                                | Bologna   | Alberto Picco          | 16 de diciembre | 20:45 |
| Hellas Verona  | 1 - 2 Archivado el 19 de mayo de 2021 en Wayback Machine.                                               | Sampdoria | Marc'Antonio Bentegodi | 16 de diciembre | 20:45 |
| Roma           | 3 - 1 Archivado el 20 de octubre de 2020 en Wayback Machine.                                            | Torino    | Olímpico de Roma       | 17 de diciembre | 20:45 |

| Fiorentina     | 1 - 1 Archivado el 22 de septiembre de 2021 en Wayback Machine. | Hellas Verona | Artemio Franchi             | 19 de diciembre | 15:00 |
| Sampdoria      | 3 - 1 Archivado el 5 de febrero de 2021 en Wayback Machine.     | Crotone       | Luigi Ferraris              | 19 de diciembre | 18:00 |
| Parma          | 0 - 4 Archivado el 19 de diciembre de 2020 en Wayback Machine.  | Juventus      | Ennio Tardini               | 19 de diciembre | 20:45 |
| Torino         | 1 - 1 Archivado el 18 de septiembre de 2021 en Wayback Machine. | Bologna       | Olímpico Grande Torino      | 20 de diciembre | 12:30 |
| Benevento      | 2 - 0 Archivado el 9 de enero de 2021 en Wayback Machine.       | Genoa         | Ciro Vigorito               | 20 de diciembre | 15:00 |
| Cagliari       | 1 - 1 Archivado el 20 de septiembre de 2021 en Wayback Machine. | Udinese       | Sardegna Arena              | 20 de diciembre | 15:00 |
| Internazionale | 2 - 1 Archivado el 22 de septiembre de 2021 en Wayback Machine. | Spezia        | Giuseppe Meazza             | 20 de diciembre | 15:00 |
| Sassuolo       | 1 - 2 Archivado el 17 de enero de 2021 en Wayback Machine.      | Milan         | Mapei - Città del Tricolore | 20 de diciembre | 15:00 |
| Atalanta       | 4 - 1 Archivado el 18 de septiembre de 2021 en Wayback Machine. | Roma          | Gewiss Stadium              | 20 de diciembre | 18:00 |
| Lazio          | 2 - 0 Archivado el 7 de mayo de 2021 en Wayback Machine.        | Napoli        | Olímpico de Roma            | 20 de diciembre | 20:45 |

| Crotone       | 2 - 1 Archivado el 23 de diciembre de 2020 en Wayback Machine. | Parma          | Ezio Scida             | 22 de diciembre | 18:30 |
| Juventus      | 0 - 3 Archivado el 22 de diciembre de 2020 en Wayback Machine. | Fiorentina     | Allianz                | 22 de diciembre | 20:45 |
| Hellas Verona | 1 - 2 Archivado el 18 de mayo de 2021 en Wayback Machine.      | Internazionale | Marc'Antonio Bentegodi | 23 de diciembre | 18:30 |
| Bologna       | 2 - 2 Archivado el 23 de diciembre de 2020 en Wayback Machine. | Atalanta       | Renato Dall'Ara        | 23 de diciembre | 20:45 |
| Milan         | 3 - 2 Archivado el 24 de diciembre de 2020 en Wayback Machine. | Lazio          | San Siro               | 23 de diciembre | 20:45 |
| Napoli        | 1 - 1 Archivado el 24 de diciembre de 2020 en Wayback Machine. | Torino         | Diego Armando Maradona | 23 de diciembre | 20:45 |
| Roma          | 3 - 2 Archivado el 24 de diciembre de 2020 en Wayback Machine. | Cagliari       | Olímpico de Roma       | 23 de diciembre | 20:45 |
| Sampdoria     | 2 - 3 Archivado el 23 de diciembre de 2020 en Wayback Machine. | Sassuolo       | Luigi Ferraris         | 23 de diciembre | 20:45 |
| Spezia        | 1 - 2 Archivado el 24 de diciembre de 2020 en Wayback Machine. | Genoa          | Alberto Picco          | 23 de diciembre | 20:45 |
| Udinese       | 0 - 2 Archivado el 23 de diciembre de 2020 en Wayback Machine. | Benevento      | Friuli-Dacia Arena     | 23 de diciembre | 20:45 |

| Internazionale | 6 - 2 Archivado el 5 de febrero de 2021 en Wayback Machine.  | Crotone       | Giuseppe Meazza  | 3 de enero | 12:30 |
| Atalanta       | 5 - 1 Archivado el 5 de marzo de 2021 en Wayback Machine.    | Sassuolo      | Gewiss Stadium   | 3 de enero | 15:00 |
| Cagliari       | 1 - 4 Archivado el 6 de marzo de 2021 en Wayback Machine.    | Napoli        | Sardegna Arena   | 3 de enero | 15:00 |
| Fiorentina     | 0 - 0 Archivado el 25 de enero de 2021 en Wayback Machine.   | Bologna       | Artemio Franchi  | 3 de enero | 15:00 |
| Genoa          | 1 - 1 Archivado el 23 de abril de 2021 en Wayback Machine.   | Lazio         | Luigi Ferraris   | 3 de enero | 15:00 |
| Parma          | 0 - 3 Archivado el 28 de octubre de 2020 en Wayback Machine. | Torino        | Ennio Tardini    | 3 de enero | 15:00 |
| Roma           | 1 - 0 Archivado el 3 de enero de 2021 en Wayback Machine.    | Sampdoria     | Olímpico de Roma | 3 de enero | 15:00 |
| Spezia         | 0 - 1 Archivado el 8 de enero de 2021 en Wayback Machine.    | Hellas Verona | Alberto Picco    | 3 de enero | 15:00 |
| Benevento      | 0 - 2 Archivado el 4 de enero de 2021 en Wayback Machine.    | Milan         | Ciro Vigorito    | 3 de enero | 18:00 |
| Juventus       | 4 - 1 Archivado el 3 de enero de 2021 en Wayback Machine.    | Udinese       | Allianz          | 3 de enero | 20:45 |

| Cagliari  | 1 - 2 Archivado el 7 de enero de 2021 en Wayback Machine.    | Benevento      | Sardegna Arena              | 6 de enero | 12:30 |
| Atalanta  | 3 - 0 Archivado el 7 de enero de 2021 en Wayback Machine.    | Parma          | Gewiss Stadium              | 6 de enero | 15:00 |
| Bologna   | 2 - 2 Archivado el 10 de enero de 2021 en Wayback Machine.   | Udinese        | Renato Dall'Ara             | 6 de enero | 15:00 |
| Crotone   | 1 - 3 Archivado el 9 de enero de 2021 en Wayback Machine.    | Roma           | Ezio Scida                  | 6 de enero | 15:00 |
| Lazio     | 2 - 1 Archivado el 8 de enero de 2021 en Wayback Machine.    | Fiorentina     | Olímpico de Roma            | 6 de enero | 15:00 |
| Sampdoria | 2 - 1 Archivado el 10 de enero de 2021 en Wayback Machine.   | Internazionale | Luigi Ferraris              | 6 de enero | 15:00 |
| Sassuolo  | 2 - 1 Archivado el 9 de enero de 2021 en Wayback Machine.    | Genoa          | Mapei - Città del Tricolore | 6 de enero | 15:00 |
| Torino    | 1 - 1 Archivado el 28 de octubre de 2020 en Wayback Machine. | Hellas Verona  | Olímpico Grande Torino      | 6 de enero | 15:00 |
| Napoli    | 1 - 2 Archivado el 6 de enero de 2021 en Wayback Machine.    | Spezia         | Diego Armando Maradona      | 6 de enero | 18:00 |
| Milan     | 1 - 3 Archivado el 8 de enero de 2021 en Wayback Machine.    | Juventus       | San Siro                    | 6 de enero | 20:45 |

| Benevento     | 1 - 4 Archivado el 10 de enero de 2021 en Wayback Machine.                                              | Atalanta       | Ciro Vigorito          | 9 de enero  | 15:00 |
| Genoa         | 2 - 0 Archivado el 9 de enero de 2021 en Wayback Machine.                                               | Bologna        | Luigi Ferraris         | 9 de enero  | 18:00 |
| Milan         | 2 - 0 Archivado el 9 de enero de 2021 en Wayback Machine.                                               | Torino         | San Siro               | 9 de enero  | 20:45 |
| Roma          | 2 - 2 Archivado el 10 de enero de 2021 en Wayback Machine.                                              | Internazionale | Olímpico de Roma       | 10 de enero | 12:30 |
| Parma         | 0 - 2 Archivado el 10 de enero de 2021 en Wayback Machine.                                              | Lazio          | Ennio Tardini          | 10 de enero | 15:00 |
| Udinese       | 1 - 2 (enlace roto disponible en Internet Archive; véase el historial, la primera versión y la última). | Napoli         | Friuli-Dacia Arena     | 10 de enero | 15:00 |
| Hellas Verona | 2 - 1 Archivado el 4 de febrero de 2021 en Wayback Machine.                                             | Crotone        | Marc'Antonio Bentegodi | 10 de enero | 15:00 |
| Fiorentina    | 1 - 0 Archivado el 11 de enero de 2021 en Wayback Machine.                                              | Cagliari       | Artemio Franchi        | 10 de enero | 18:00 |
| Juventus      | 3 - 1 Archivado el 10 de enero de 2021 en Wayback Machine.                                              | Sassuolo       | Allianz                | 10 de enero | 20:45 |
| Spezia        | 2 - 1 Archivado el 12 de enero de 2021 en Wayback Machine.                                              | Sampdoria      | Alberto Picco          | 11 de enero | 20:45 |

| Lazio          | 3 - 0 Archivado el 23 de enero de 2021 en Wayback Machine. | Roma          | Olímpico de Roma            | 15 de enero | 20:45 |
| Bologna        | 1 - 0 Archivado el 22 de enero de 2021 en Wayback Machine. | Hellas Verona | Renato Dall'Ara             | 16 de enero | 15:00 |
| Torino         | 0 - 0 Archivado el 21 de enero de 2021 en Wayback Machine. | Spezia        | Olímpico Grande Torino      | 16 de enero | 18:00 |
| Sampdoria      | 2 - 1 Archivado el 21 de enero de 2021 en Wayback Machine. | Udinese       | Luigi Ferraris              | 16 de enero | 20:45 |
| Napoli         | 6 - 0 Archivado el 24 de enero de 2021 en Wayback Machine. | Fiorentina    | Diego Armando Maradona      | 17 de enero | 12:30 |
| Crotone        | 4 - 1 Archivado el 17 de enero de 2021 en Wayback Machine. | Benevento     | Ezio Scida                  | 17 de enero | 15:00 |
| Sassuolo       | 1 - 1 Archivado el 22 de enero de 2021 en Wayback Machine. | Parma         | Mapei - Città del Tricolore | 17 de enero | 15:00 |
| Atalanta       | 0 - 0 Archivado el 21 de enero de 2021 en Wayback Machine. | Genoa         | Gewiss Stadium              | 17 de enero | 18:00 |
| Internazionale | 2 - 0                                                      | Juventus      | Giuseppe Meazza             | 17 de enero | 20:45 |
| Cagliari       | 0 - 2 Archivado el 19 de enero de 2021 en Wayback Machine. | Milan         | Sardegna Arena              | 18 de enero | 20:45 |

| Benevento     | 2 - 2 Archivado el 18 de mayo de 2021 en Wayback Machine.  | Torino         | Ciro Vigorito          | 22 de enero | 20:45 |
| Roma          | 4 - 3 Archivado el 29 de enero de 2021 en Wayback Machine. | Spezia         | Olímpico de Roma       | 23 de enero | 15:00 |
| Milan         | 0 - 3 Archivado el 29 de enero de 2021 en Wayback Machine. | Atalanta       | San Siro               | 23 de enero | 18:00 |
| Udinese       | 0 - 0 Archivado el 29 de enero de 2021 en Wayback Machine. | Internazionale | Friuli-Dacia Arena     | 23 de enero | 18:00 |
| Fiorentina    | 2 - 1 Archivado el 9 de mayo de 2021 en Wayback Machine.   | Crotone        | Artemio Franchi        | 23 de enero | 20:45 |
| Juventus      | 2 - 0 Archivado el 26 de enero de 2021 en Wayback Machine. | Bologna        | Allianz                | 24 de enero | 12:30 |
| Genoa         | 1 - 0 Archivado el 31 de enero de 2021 en Wayback Machine. | Cagliari       | Luigi Ferraris         | 24 de enero | 15:00 |
| Hellas Verona | 3 - 1 Archivado el 29 de enero de 2021 en Wayback Machine. | Napoli         | Marc'Antonio Bentegodi | 24 de enero | 15:00 |
| Lazio         | 2 - 1 Archivado el 6 de marzo de 2021 en Wayback Machine.  | Sassuolo       | Olímpico de Roma       | 24 de enero | 18:00 |
| Parma         | 0 - 2                                                      | Sampdoria      | Ennio Tardini          | 24 de enero | 20:45 |

### Segunda vuelta
| Torino         | 1 - 1 Archivado el 7 de mayo de 2021 en Wayback Machine.                                                | Fiorentina    | Olímpico Grande Torino | 29 de enero | 20:45 |
| Bologna        | 1 - 2 Archivado el 31 de enero de 2021 en Wayback Machine.                                              | Milan         | Renato Dall'Ara        | 30 de enero | 15:00 |
| Sampdoria      | 0 - 2 Archivado el 30 de enero de 2021 en Wayback Machine.                                              | Juventus      | Luigi Ferraris         | 30 de enero | 18:00 |
| Internazionale | 4 - 0 Archivado el 3 de febrero de 2021 en Wayback Machine.                                             | Benevento     | Giuseppe Meazza        | 30 de enero | 20:45 |
| Spezia         | 0 - 1 Archivado el 9 de mayo de 2021 en Wayback Machine.                                                | Udinese       | Alberto Picco          | 31 de enero | 12:30 |
| Crotone        | 0 - 3 Archivado el 2 de febrero de 2021 en Wayback Machine.                                             | Genoa         | Ezio Scida             | 31 de enero | 15:00 |
| Atalanta       | 1 - 3 Archivado el 19 de mayo de 2021 en Wayback Machine.                                               | Lazio         | Gewiss Stadium         | 31 de enero | 15:00 |
| Cagliari       | 1 - 1 (enlace roto disponible en Internet Archive; véase el historial, la primera versión y la última). | Sassuolo      | Sardegna Arena         | 31 de enero | 15:00 |
| Napoli         | 2 - 0 Archivado el 3 de febrero de 2021 en Wayback Machine.                                             | Parma         | Diego Armando Maradona | 31 de enero | 18:00 |
| Roma           | 3 - 1 Archivado el 3 de febrero de 2021 en Wayback Machine.                                             | Hellas Verona | Olímpico de Roma       | 31 de enero | 20:45 |

| Fiorentina | 0 - 2 Archivado el 9 de mayo de 2021 en Wayback Machine.     | Internazionale | Artemio Franchi             | 5 de febrero | 20:45 |
| Sassuolo   | 1 - 2 Archivado el 7 de mayo de 2021 en Wayback Machine.     | Spezia         | Mapei - Città del Tricolore | 6 de febrero | 15:00 |
| Atalanta   | 3 - 3 Archivado el 10 de febrero de 2021 en Wayback Machine. | Torino         | Gewiss Stadium              | 6 de febrero | 15:00 |
| Juventus   | 2 - 0 Archivado el 6 de febrero de 2021 en Wayback Machine.  | Roma           | Allianz                     | 6 de febrero | 18:00 |
| Genoa      | 2 - 1 Archivado el 7 de mayo de 2021 en Wayback Machine.     | Napoli         | Luigi Ferraris              | 6 de febrero | 20:45 |
| Benevento  | 1 - 1 Archivado el 18 de mayo de 2021 en Wayback Machine.    | Sampdoria      | Ciro Vigorito               | 7 de febrero | 12:30 |
| Udinese    | 2 - 0 Archivado el 16 de mayo de 2021 en Wayback Machine.    | Hellas Verona  | Friuli-Dacia Arena          | 7 de febrero | 15:00 |
| Milan      | 4 - 0 Archivado el 10 de febrero de 2021 en Wayback Machine. | Crotone        | San Siro                    | 7 de febrero | 15:00 |
| Parma      | 0 - 3 Archivado el 16 de mayo de 2021 en Wayback Machine.    | Bologna        | Ennio Tardini               | 7 de febrero | 18:00 |
| Lazio      | 1 - 0 Archivado el 13 de febrero de 2021 en Wayback Machine. | Cagliari       | Olímpico de Roma            | 7 de febrero | 20:45 |

| Bologna        | 1 - 1 Archivado el 18 de mayo de 2021 en Wayback Machine.    | Benevento  | Renato Dall'Ara        | 12 de febrero | 20:45 |
| Torino         | 0 - 0 Archivado el 7 de mayo de 2021 en Wayback Machine.     | Genoa      | Olímpico Grande Torino | 13 de febrero | 15:00 |
| Napoli         | 1 - 0 Archivado el 13 de febrero de 2021 en Wayback Machine. | Juventus   | Diego Armando Maradona | 13 de febrero | 18:00 |
| Spezia         | 2 - 0 Archivado el 14 de febrero de 2021 en Wayback Machine. | Milan      | Alberto Picco          | 13 de febrero | 20:45 |
| Roma           | 3 - 0 Archivado el 17 de mayo de 2021 en Wayback Machine.    | Udinese    | Olímpico de Roma       | 14 de febrero | 12:30 |
| Cagliari       | 0 - 1 Archivado el 9 de mayo de 2021 en Wayback Machine.     | Atalanta   | Sardegna Arena         | 14 de febrero | 15:00 |
| Sampdoria      | 2 - 1 Archivado el 17 de mayo de 2021 en Wayback Machine.    | Fiorentina | Luigi Ferraris         | 14 de febrero | 15:00 |
| Crotone        | 1 - 2 Archivado el 7 de mayo de 2021 en Wayback Machine.     | Sassuolo   | Ezio Scida             | 14 de febrero | 18:00 |
| Internazionale | 3 - 1 Archivado el 7 de mayo de 2021 en Wayback Machine.     | Lazio      | Giuseppe Meazza        | 14 de febrero | 20:45 |
| Hellas Verona  | 2 - 1 Archivado el 7 de mayo de 2021 en Wayback Machine.     | Parma      | Marc'Antonio Bentegodi | 15 de febrero | 20:45 |

| Fiorentina | 3 - 0 Archivado el 19 de febrero de 2021 en Wayback Machine. | Spezia         | Artemio Franchi             | 19 de febrero | 18:30 |
| Cagliari   | 0 - 1 Archivado el 19 de febrero de 2021 en Wayback Machine. | Torino         | Sardegna Arena              | 19 de febrero | 20:45 |
| Lazio      | 1 - 0 Archivado el 20 de febrero de 2021 en Wayback Machine. | Sampdoria      | Olímpico de Roma            | 20 de febrero | 15:00 |
| Genoa      | 2 - 2 Archivado el 20 de febrero de 2021 en Wayback Machine. | Hellas Verona  | Luigi Ferraris              | 20 de febrero | 18:00 |
| Sassuolo   | 1 - 1 Archivado el 20 de febrero de 2021 en Wayback Machine. | Bologna        | Mapei - Città del Tricolore | 20 de febrero | 20:45 |
| Parma      | 2 - 2 Archivado el 21 de febrero de 2021 en Wayback Machine. | Udinese        | Ennio Tardini               | 21 de febrero | 12:30 |
| Milan      | 0 - 3                                                        | Internazionale | San Siro                    | 21 de febrero | 15:00 |
| Atalanta   | 4 - 2 Archivado el 5 de marzo de 2021 en Wayback Machine.    | Napoli         | Gewiss Stadium              | 21 de febrero | 18:00 |
| Benevento  | 0 - 0 Archivado el 22 de febrero de 2021 en Wayback Machine. | Roma           | Ciro Vigorito               | 21 de febrero | 20:45 |
| Juventus   | 3 - 0 Archivado el 22 de febrero de 2021 en Wayback Machine. | Crotone        | Allianz                     | 22 de febrero | 20:45 |

| Spezia         | 2 - 2 Archivado el 27 de febrero de 2021 en Wayback Machine.    | Parma      | Alberto Picco          | 27 de febrero | 15:00 |
| Bologna        | 2 - 0 Archivado el 27 de febrero de 2021 en Wayback Machine.    | Lazio      | Renato Dall'Ara        | 27 de febrero | 18:00 |
| Hellas Verona  | 1 - 1 Archivado el 23 de abril de 2021 en Wayback Machine.      | Juventus   | Marc'Antonio Bentegodi | 27 de febrero | 20:45 |
| Sampdoria      | 0 - 2 Archivado el 20 de septiembre de 2021 en Wayback Machine. | Atalanta   | Luigi Ferraris         | 28 de febrero | 12:30 |
| Crotone        | 0 - 2 Archivado el 28 de febrero de 2021 en Wayback Machine.    | Cagliari   | Ezio Scida             | 28 de febrero | 15:00 |
| Udinese        | 1 - 0 Archivado el 28 de febrero de 2021 en Wayback Machine.    | Fiorentina | Friuli-Dacia Arena     | 28 de febrero | 15:00 |
| Internazionale | 3 - 0 Archivado el 28 de febrero de 2021 en Wayback Machine.    | Genoa      | Giuseppe Meazza        | 28 de febrero | 15:00 |
| Napoli         | 2 - 0 Archivado el 28 de febrero de 2021 en Wayback Machine.    | Benevento  | Diego Armando Maradona | 28 de febrero | 18:00 |
| Roma           | 1 - 2 Archivado el 5 de marzo de 2021 en Wayback Machine.       | Milan      | Olímpico de Roma       | 28 de febrero | 20:45 |
| Torino         | 3 - 2 Archivado el 28 de octubre de 2020 en Wayback Machine.    | Sassuolo   | Olímpico Grande Torino | 17 de marzo   | 15:00 |

| Juventus   | 3 - 0 Archivado el 23 de abril de 2021 en Wayback Machine.                                              | Spezia         | Allianz                     | 2 de marzo | 20:45 |
| Sassuolo   | 3 - 3 Archivado el 23 de abril de 2021 en Wayback Machine.                                              | Napoli         | Mapei - Città del Tricolore | 3 de marzo | 18:30 |
| Cagliari   | 1 - 0 (enlace roto disponible en Internet Archive; véase el historial, la primera versión y la última). | Bologna        | Sardegna Arena              | 3 de marzo | 20:45 |
| Atalanta   | 5 - 1 (enlace roto disponible en Internet Archive; véase el historial, la primera versión y la última). | Crotone        | Gewiss Stadium              | 3 de marzo | 20:45 |
| Fiorentina | 1 - 2 Archivado el 3 de marzo de 2021 en Wayback Machine.                                               | Roma           | Artemio Franchi             | 3 de marzo | 20:45 |
| Genoa      | 1 - 1 Archivado el 3 de marzo de 2021 en Wayback Machine.                                               | Sampdoria      | Luigi Ferraris              | 3 de marzo | 20:45 |
| Milan      | 1 - 1 Archivado el 3 de marzo de 2021 en Wayback Machine.                                               | Udinese        | San Siro                    | 3 de marzo | 20:45 |
| Benevento  | 0 - 3 Archivado el 23 de abril de 2021 en Wayback Machine.                                              | Hellas Verona  | Ciro Vigorito               | 3 de marzo | 20:45 |
| Parma      | 1 - 2 Archivado el 9 de marzo de 2021 en Wayback Machine.                                               | Internazionale | Ennio Tardini               | 4 de marzo | 20:45 |
| Lazio      | 0 - 0 (enlace roto disponible en Internet Archive; véase el historial, la primera versión y la última). | Torino         | Olímpico de Roma            | 18 de mayo | 20:30 |

| Spezia         | 1 - 1 Archivado el 6 de marzo de 2021 en Wayback Machine.                                               | Benevento | Alberto Picco          | 6 de marzo | 15:00 |
| Udinese        | 2 - 0 (enlace roto disponible en Internet Archive; véase el historial, la primera versión y la última). | Sassuolo  | Friuli-Dacia Arena     | 6 de marzo | 18:00 |
| Juventus       | 3 - 1 Archivado el 18 de septiembre de 2021 en Wayback Machine.                                         | Lazio     | Allianz                | 6 de marzo | 20:45 |
| Roma           | 1 - 0 Archivado el 5 de marzo de 2021 en Wayback Machine.                                               | Genoa     | Olímpico de Roma       | 7 de marzo | 12:30 |
| Hellas Verona  | 0 - 2 Archivado el 10 de marzo de 2021 en Wayback Machine.                                              | Milan     | Marc'Antonio Bentegodi | 7 de marzo | 15:00 |
| Fiorentina     | 3 - 3 Archivado el 10 de marzo de 2021 en Wayback Machine.                                              | Parma     | Artemio Franchi        | 7 de marzo | 15:00 |
| Crotone        | 4 - 2 Archivado el 10 de marzo de 2021 en Wayback Machine.                                              | Torino    | Ezio Scida             | 7 de marzo | 15:00 |
| Sampdoria      | 2 - 2 Archivado el 10 de marzo de 2021 en Wayback Machine.                                              | Cagliari  | Luigi Ferraris         | 7 de marzo | 18:00 |
| Napoli         | 3 - 1 Archivado el 10 de marzo de 2021 en Wayback Machine.                                              | Bologna   | Diego Armando Maradona | 7 de marzo | 20:45 |
| Internazionale | 1 - 0 Archivado el 18 de mayo de 2021 en Wayback Machine.                                               | Atalanta  | Giuseppe Meazza        | 8 de marzo | 20:45 |

| Lazio     | 3 - 2 Archivado el 13 de marzo de 2021 en Wayback Machine.   | Crotone        | Olímpico de Roma            | 12 de marzo | 15:00 |
| Atalanta  | 3 - 1 Archivado el 19 de mayo de 2021 en Wayback Machine.    | Spezia         | Gewiss Stadium              | 12 de marzo | 20:45 |
| Sassuolo  | 3 - 2 Archivado el 13 de marzo de 2021 en Wayback Machine.   | Hellas Verona  | Mapei - Città del Tricolore | 13 de marzo | 15:00 |
| Benevento | 1 - 4 Archivado el 16 de marzo de 2021 en Wayback Machine.   | Fiorentina     | Ciro Vigorito               | 13 de marzo | 18:00 |
| Genoa     | 1 - 1 Archivado el 19 de mayo de 2021 en Wayback Machine.    | Udinese        | Luigi Ferraris              | 13 de marzo | 20:45 |
| Bologna   | 3 - 1 Archivado el 17 de mayo de 2021 en Wayback Machine.    | Sampdoria      | Renato Dall'Ara             | 14 de marzo | 12:30 |
| Torino    | 1 - 2 Archivado el 29 de octubre de 2020 en Wayback Machine. | Internazionale | Olímpico Grande Torino      | 14 de marzo | 15:00 |
| Parma     | 2 - 0 Archivado el 16 de marzo de 2021 en Wayback Machine.   | Roma           | Ennio Tardini               | 14 de marzo | 15:00 |
| Cagliari  | 1 - 3 Archivado el 19 de mayo de 2021 en Wayback Machine.    | Juventus       | Sardegna Arena              | 14 de marzo | 18:00 |
| Milan     | 0 - 1                                                        | Napoli         | San Siro                    | 14 de marzo | 20:45 |

| Parma          | 1 - 2 Archivado el 19 de marzo de 2021 en Wayback Machine. | Genoa     | Ennio Tardini          | 19 de marzo | 20:45 |
| Crotone        | 2 - 3 Archivado el 20 de marzo de 2021 en Wayback Machine. | Bologna   | Ezio Scida             | 20 de marzo | 15:00 |
| Spezia         | 2 - 1 Archivado el 18 de abril de 2021 en Wayback Machine. | Cagliari  | Alberto Picco          | 20 de marzo | 18:00 |
| Hellas Verona  | 0 - 2 Archivado el 18 de abril de 2021 en Wayback Machine. | Atalanta  | Marc'Antonio Bentegodi | 21 de marzo | 12:30 |
| Juventus       | 0 - 1 Archivado el 21 de marzo de 2021 en Wayback Machine. | Benevento | Allianz                | 21 de marzo | 15:00 |
| Udinese        | 0 - 1 Archivado el 21 de marzo de 2021 en Wayback Machine. | Lazio     | Friuli-Dacia Arena     | 21 de marzo | 15:00 |
| Sampdoria      | 1 - 0 Archivado el 21 de marzo de 2021 en Wayback Machine. | Torino    | Luigi Ferraris         | 21 de marzo | 15:00 |
| Fiorentina     | 2 - 3 Archivado el 18 de abril de 2021 en Wayback Machine. | Milan     | Artemio Franchi        | 21 de marzo | 18:00 |
| Roma           | 0 - 2 Archivado el 21 de marzo de 2021 en Wayback Machine. | Napoli    | Olímpico de Roma       | 21 de marzo | 20:45 |
| Internazionale | 2 - 1 Archivado el 18 de abril de 2021 en Wayback Machine. | Sassuolo  | Giuseppe Meazza        | 7 de abril  | 18:45 |

| Milan     | 1 - 1                                                                                                   | Sampdoria      | San Siro                    | 3 de abril | 12:30 |
| Napoli    | 4 - 3 Archivado el 8 de mayo de 2021 en Wayback Machine.                                                | Crotone        | Diego Armando Maradona      | 3 de abril | 15:00 |
| Genoa     | 1 - 1 Archivado el 9 de mayo de 2021 en Wayback Machine.                                                | Fiorentina     | Luigi Ferraris              | 3 de abril | 15:00 |
| Benevento | 2 - 2 Archivado el 28 de enero de 2022 en Wayback Machine.                                              | Parma          | Ciro Vigorito               | 3 de abril | 15:00 |
| Sassuolo  | 2 - 2 Archivado el 5 de marzo de 2021 en Wayback Machine.                                               | Roma           | Mapei - Città del Tricolore | 3 de abril | 15:00 |
| Lazio     | 2 - 1 Archivado el 20 de septiembre de 2021 en Wayback Machine.                                         | Spezia         | Olímpico de Roma            | 3 de abril | 15:00 |
| Atalanta  | 3 - 2 Archivado el 18 de septiembre de 2021 en Wayback Machine.                                         | Udinese        | Gewiss Stadium              | 3 de abril | 15:00 |
| Cagliari  | 0 - 2 (enlace roto disponible en Internet Archive; véase el historial, la primera versión y la última). | Hellas Verona  | Sardegna Arena              | 3 de abril | 15:00 |
| Torino    | 2 - 2 Archivado el 10 de abril de 2021 en Wayback Machine.                                              | Juventus       | Olímpico Grande Torino      | 3 de abril | 18:00 |
| Bologna   | 0 - 1 Archivado el 18 de septiembre de 2021 en Wayback Machine.                                         | Internazionale | Renato Dall'Ara             | 3 de abril | 20:45 |

| Spezia         | 3 - 2 Archivado el 18 de mayo de 2021 en Wayback Machine.  | Crotone  | Alberto Picco          | 10 de abril | 15:00 |
| Parma          | 1 - 3 Archivado el 16 de mayo de 2021 en Wayback Machine.  | Milan    | Ennio Tardini          | 10 de abril | 18:00 |
| Udinese        | 0 - 1 Archivado el 7 de mayo de 2021 en Wayback Machine.   | Torino   | Friuli-Dacia Arena     | 10 de abril | 20:45 |
| Internazionale | 1 - 0 Archivado el 11 de abril de 2021 en Wayback Machine. | Cagliari | Giuseppe Meazza        | 11 de abril | 12:30 |
| Juventus       | 3 - 1 Archivado el 11 de abril de 2021 en Wayback Machine. | Genoa    | Allianz                | 11 de abril | 15:00 |
| Hellas Verona  | 0 - 1 Archivado el 11 de abril de 2021 en Wayback Machine. | Lazio    | Marc'Antonio Bentegodi | 11 de abril | 15:00 |
| Sampdoria      | 0 - 2 Archivado el 20 de junio de 2021 en Wayback Machine. | Napoli   | Luigi Ferraris         | 11 de abril | 15:00 |
| Roma           | 1 - 0 Archivado el 18 de mayo de 2021 en Wayback Machine.  | Bologna  | Olímpico de Roma       | 11 de abril | 18:00 |
| Fiorentina     | 2 - 3 Archivado el 7 de mayo de 2021 en Wayback Machine.   | Atalanta | Artemio Franchi        | 11 de abril | 20:45 |
| Benevento      | 0 - 1 Archivado el 18 de mayo de 2021 en Wayback Machine.  | Sassuolo | Ciro Vigorito          | 12 de abril | 20:45 |

| Crotone   | 1 - 2 Archivado el 18 de abril de 2021 en Wayback Machine.      | Udinese        | Ezio Scida                  | 17 de abril | 15:00 |
| Sampdoria | 3 - 1 Archivado el 19 de abril de 2021 en Wayback Machine.      | Hellas Verona  | Luigi Ferraris              | 17 de abril | 15:00 |
| Sassuolo  | 3 - 1 Archivado el 19 de abril de 2021 en Wayback Machine.      | Fiorentina     | Mapei - Città del Tricolore | 17 de abril | 18:00 |
| Cagliari  | 4 - 3 Archivado el 17 de abril de 2021 en Wayback Machine.      | Parma          | Sardegna Arena              | 17 de abril | 20:45 |
| Milan     | 2 - 1 Archivado el 9 de diciembre de 2020 en Wayback Machine.   | Genoa          | San Siro                    | 18 de abril | 12:30 |
| Lazio     | 5 - 3 Archivado el 18 de abril de 2021 en Wayback Machine.      | Benevento      | Olímpico de Roma            | 18 de abril | 15:00 |
| Atalanta  | 1 - 0 Archivado el 18 de abril de 2021 en Wayback Machine.      | Juventus       | Gewiss Stadium              | 18 de abril | 15:00 |
| Bologna   | 4 - 1 Archivado el 21 de abril de 2021 en Wayback Machine.      | Spezia         | Renato Dall'Ara             | 18 de abril | 15:00 |
| Torino    | 3 - 1 Archivado el 23 de septiembre de 2021 en Wayback Machine. | Roma           | Olímpico Grande Torino      | 18 de abril | 18:00 |
| Napoli    | 1 - 1 Archivado el 18 de abril de 2021 en Wayback Machine.      | Internazionale | Diego Armando Maradona      | 18 de abril | 20:45 |

| Hellas Verona | 1 - 2 Archivado el 7 de mayo de 2021 en Wayback Machine.   | Fiorentina     | Marc'Antonio Bentegodi | 20 de abril | 20:45 |
| Milan         | 1 - 2 Archivado el 7 de mayo de 2021 en Wayback Machine.   | Sassuolo       | San Siro               | 21 de abril | 18:30 |
| Genoa         | 2 - 2 Archivado el 7 de mayo de 2021 en Wayback Machine.   | Benevento      | Luigi Ferraris         | 21 de abril | 20:45 |
| Udinese       | 0 - 1 Archivado el 9 de mayo de 2021 en Wayback Machine.   | Cagliari       | Friuli-Dacia Arena     | 21 de abril | 20:45 |
| Spezia        | 1 - 1 Archivado el 21 de abril de 2021 en Wayback Machine. | Internazionale | Alberto Picco          | 21 de abril | 20:45 |
| Juventus      | 3 - 1 Archivado el 9 de mayo de 2021 en Wayback Machine.   | Parma          | Allianz                | 21 de abril | 20:45 |
| Crotone       | 0 - 1 Archivado el 25 de abril de 2021 en Wayback Machine. | Sampdoria      | Ezio Scida             | 21 de abril | 20:45 |
| Bologna       | 1 - 1 Archivado el 9 de mayo de 2021 en Wayback Machine.   | Torino         | Renato Dall'Ara        | 21 de abril | 20:45 |
| Roma          | 1 - 1 Archivado el 9 de mayo de 2021 en Wayback Machine.   | Atalanta       | Olímpico de Roma       | 22 de abril | 18:30 |
| Napoli        | 5 - 2 Archivado el 22 de abril de 2021 en Wayback Machine. | Lazio          | Diego Armando Maradona | 22 de abril | 20:45 |

| Genoa          | 2 - 0 Archivado el 25 de abril de 2021 en Wayback Machine.                                              | Spezia        | Luigi Ferraris              | 24 de abril | 15:00 |
| Parma          | 3 - 4 Archivado el 28 de abril de 2021 en Wayback Machine.                                              | Crotone       | Ennio Tardini               | 24 de abril | 18:00 |
| Sassuolo       | 1 - 0 Archivado el 28 de abril de 2021 en Wayback Machine.                                              | Sampdoria     | Mapei - Città del Tricolore | 24 de abril | 20:45 |
| Benevento      | 2 - 4 (enlace roto disponible en Internet Archive; véase el historial, la primera versión y la última). | Udinese       | Ciro Vigorito               | 25 de abril | 12:30 |
| Fiorentina     | 1 - 1 Archivado el 28 de abril de 2021 en Wayback Machine.                                              | Juventus      | Artemio Franchi             | 25 de abril | 15:00 |
| Internazionale | 1 - 0 (enlace roto disponible en Internet Archive; véase el historial, la primera versión y la última). | Hellas Verona | Giuseppe Meazza             | 25 de abril | 15:00 |
| Cagliari       | 3 - 2 Archivado el 25 de abril de 2021 en Wayback Machine.                                              | Roma          | Sardegna Arena              | 25 de abril | 18:00 |
| Atalanta       | 5 - 0 Archivado el 28 de abril de 2021 en Wayback Machine.                                              | Bologna       | Gewiss Stadium              | 25 de abril | 20:45 |
| Torino         | 0 - 2 Archivado el 26 de abril de 2021 en Wayback Machine.                                              | Napoli        | Olímpico Grande Torino      | 26 de abril | 18:30 |
| Lazio          | 3 - 0 Archivado el 9 de diciembre de 2020 en Wayback Machine.                                           | Milan         | Olímpico de Roma            | 26 de abril | 20:45 |

| Hellas Verona | 1 - 1 Archivado el 1 de mayo de 2021 en Wayback Machine. | Spezia             | Marc'Antonio Bentegodi      | 1 de mayo | 15:00 |
| Crotone       | 0 - 2 Archivado el 1 de mayo de 2021 en Wayback Machine. | Internazionale (C) | Ezio Scida                  | 1 de mayo | 18:00 |
| Milan         | 2 - 0 Archivado el 8 de mayo de 2021 en Wayback Machine. | Benevento          | San Siro                    | 1 de mayo | 20:45 |
| Lazio         | 4 - 3 Archivado el 2 de mayo de 2021 en Wayback Machine. | Genoa              | Olímpico de Roma            | 2 de mayo | 12:30 |
| Sassuolo      | 1 - 1 Archivado el 2 de mayo de 2021 en Wayback Machine. | Atalanta           | Mapei - Città del Tricolore | 2 de mayo | 15:00 |
| Napoli        | 1 - 1 Archivado el 2 de mayo de 2021 en Wayback Machine. | Cagliari           | Diego Armando Maradona      | 2 de mayo | 15:00 |
| Bologna       | 3 - 3 Archivado el 8 de mayo de 2021 en Wayback Machine. | Fiorentina         | Renato Dall'Ara             | 2 de mayo | 15:00 |
| Udinese       | 1 - 2 Archivado el 2 de mayo de 2021 en Wayback Machine. | Juventus           | Friuli-Dacia Arena          | 2 de mayo | 18:00 |
| Sampdoria     | 2 - 0 Archivado el 2 de mayo de 2021 en Wayback Machine. | Roma               | Luigi Ferraris              | 2 de mayo | 20:45 |
| Torino        | 1 - 0 Archivado el 3 de mayo de 2021 en Wayback Machine. | Parma              | Olímpico Grande Torino      | 3 de mayo | 20:45 |

| Udinese        | 1 - 1 Archivado el 18 de septiembre de 2021 en Wayback Machine.                                         | Bologna   | Friuli-Dacia Arena     | 8 de mayo | 15:00 |
| Spezia         | 1 - 4 Archivado el 8 de mayo de 2021 en Wayback Machine.                                                | Napoli    | Alberto Picco          | 8 de mayo | 15:00 |
| Internazionale | 5 - 1 Archivado el 18 de septiembre de 2021 en Wayback Machine.                                         | Sampdoria | Giuseppe Meazza        | 8 de mayo | 18:00 |
| Fiorentina     | 2 - 0 Archivado el 8 de mayo de 2021 en Wayback Machine.                                                | Lazio     | Artemio Franchi        | 8 de mayo | 20:45 |
| Genoa          | 1 - 2 Archivado el 8 de mayo de 2021 en Wayback Machine.                                                | Sassuolo  | Luigi Ferraris         | 9 de mayo | 12:30 |
| Parma          | 2 - 5 Archivado el 8 de mayo de 2021 en Wayback Machine.                                                | Atalanta  | Ennio Tardini          | 9 de mayo | 15:00 |
| Benevento      | 1 - 3 Archivado el 9 de mayo de 2021 en Wayback Machine.                                                | Cagliari  | Ciro Vigorito          | 9 de mayo | 15:00 |
| Hellas Verona  | 1 - 1 Archivado el 22 de septiembre de 2021 en Wayback Machine.                                         | Torino    | Marc'Antonio Bentegodi | 9 de mayo | 15:00 |
| Roma           | 5 - 0 (enlace roto disponible en Internet Archive; véase el historial, la primera versión y la última). | Crotone   | Olímpico de Roma       | 9 de mayo | 18:00 |
| Juventus       | 0 - 3 Archivado el 23 de septiembre de 2021 en Wayback Machine.                                         | Milan     | Allianz                | 9 de mayo | 20:45 |

| Napoli         | 5 - 1 Archivado el 11 de mayo de 2021 en Wayback Machine. | Udinese       | Diego Armando Maradona      | 11 de mayo | 20:45 |
| Cagliari       | 0 - 0 Archivado el 12 de mayo de 2021 en Wayback Machine. | Fiorentina    | Sardegna Arena              | 12 de mayo | 18:30 |
| Atalanta       | 2 - 0 Archivado el 10 de mayo de 2021 en Wayback Machine. | Benevento     | Gewiss Stadium              | 12 de mayo | 20:45 |
| Bologna        | 0 - 2 Archivado el 12 de mayo de 2021 en Wayback Machine. | Genoa         | Renato Dall'Ara             | 12 de mayo | 20:45 |
| Sassuolo       | 1 - 3 Archivado el 12 de mayo de 2021 en Wayback Machine. | Juventus      | Mapei - Città del Tricolore | 12 de mayo | 20:45 |
| Torino         | 0 - 7                                                     | Milan         | Olímpico Grande Torino      | 12 de mayo | 20:45 |
| Lazio          | 1 - 0 Archivado el 12 de mayo de 2021 en Wayback Machine. | Parma         | Olímpico de Roma            | 12 de mayo | 20:45 |
| Internazionale | 3 - 1                                                     | Roma          | Giuseppe Meazza             | 12 de mayo | 20:45 |
| Sampdoria      | 2 - 2 Archivado el 12 de mayo de 2021 en Wayback Machine. | Spezia        | Luigi Ferraris              | 12 de mayo | 20:45 |
| Crotone        | 2 - 1 Archivado el 12 de mayo de 2021 en Wayback Machine. | Hellas Verona | Ezio Scida                  | 13 de mayo | 20:45 |

| Genoa         | 3 - 4 Archivado el 9 de mayo de 2021 en Wayback Machine.        | Atalanta       | Luigi Ferraris         | 15 de mayo | 15:00 |
| Spezia        | 4 - 1 Archivado el 20 de septiembre de 2021 en Wayback Machine. | Torino         | Alberto Picco          | 15 de mayo | 15:00 |
| Juventus      | 3 - 2                                                           | Internazionale | Allianz                | 15 de mayo | 18:00 |
| Roma          | 2 - 0 Archivado el 14 de mayo de 2021 en Wayback Machine.       | Lazio          | Olímpico de Roma       | 15 de mayo | 20:45 |
| Fiorentina    | 0 - 2 Archivado el 30 de julio de 2021 en Wayback Machine.      | Napoli         | Artemio Franchi        | 16 de mayo | 12:30 |
| Benevento     | 1 - 1 Archivado el 13 de mayo de 2021 en Wayback Machine.       | Crotone        | Ciro Vigorito          | 16 de mayo | 15:00 |
| Udinese       | 0 - 1 Archivado el 13 de mayo de 2021 en Wayback Machine.       | Sampdoria      | Friuli-Dacia Arena     | 16 de mayo | 15:00 |
| Parma         | 1 - 3 Archivado el 18 de septiembre de 2021 en Wayback Machine. | Sassuolo       | Ennio Tardini          | 16 de mayo | 18:00 |
| Milan         | 0 - 0 Archivado el 18 de septiembre de 2021 en Wayback Machine. | Cagliari       | San Siro               | 16 de mayo | 20:45 |
| Hellas Verona | 2 - 2 Archivado el 18 de septiembre de 2021 en Wayback Machine. | Bologna        | Marc'Antonio Bentegodi | 17 de mayo | 20:45 |

| Sampdoria      | 3 - 0 Archivado el 20 de mayo de 2021 en Wayback Machine.  | Parma         | Luigi Ferraris              | 22 de mayo | 20:45 |
| Crotone        | 0 - 0 Archivado el 20 de mayo de 2021 en Wayback Machine.  | Fiorentina    | Ezio Scida                  | 22 de mayo | 20:45 |
| Cagliari       | 0 - 1 Archivado el 24 de junio de 2021 en Wayback Machine. | Genoa         | Sardegna Arena              | 22 de mayo | 20:45 |
| Internazionale | 5 - 1                                                      | Udinese       | Giuseppe Meazza             | 23 de mayo | 15:00 |
| Bologna        | 1 - 4                                                      | Juventus      | Renato Dall'Ara             | 23 de mayo | 20:45 |
| Sassuolo       | 2 - 0 Archivado el 23 de mayo de 2021 en Wayback Machine.  | Lazio         | Mapei - Città del Tricolore | 23 de mayo | 20:45 |
| Atalanta       | 0 - 2                                                      | Milan         | Gewiss Stadium              | 23 de mayo | 20:45 |
| Spezia         | 2 - 2 Archivado el 20 de mayo de 2021 en Wayback Machine.  | Roma          | Alberto Picco               | 23 de mayo | 20:45 |
| Napoli         | 1 - 1                                                      | Hellas Verona | Diego Armando Maradona      | 23 de mayo | 20:45 |
| Torino         | 1 - 1 Archivado el 24 de junio de 2021 en Wayback Machine. | Benevento     | Olímpico Grande Torino      | 23 de mayo | 20:45 |

### Campeón
| Serie A                          |
|                                  |
| F. C. Internazionale 19.° título |

## Estadísticas

### Goleadores
| Jugador                                  | Equipo               | Goles | Partidos | Minutos Jugados |
| ---------------------------------------- | -------------------- | ----- | -------- | --------------- |
| Cristiano Ronaldo                        | Juventus F. C.       | 29    | 33       | 2973            |
| Romelu Lukaku                            | F. C. Internazionale | 24    | 36       | 3055            |
| Luis Muriel                              | Atalanta B. C.       | 22    | 36       | 1533            |
| Dušan Vlahović                           | A. C. Fiorentina     | 21    | 35       | 3090            |
| Ciro Immobile                            | S. S. Lazio          | 20    | 35       | 3000            |
| Simeon Nwankwo                           | F. C. Crotone        | 20    | 38       | 311             |
| Lorenzo Insigne                          | S. S. C. Napoli      | 19    | 35       | 3018            |
| Domenico Berardi                         | U. S. Sassuolo       | 17    | 30       | 2620            |
| Lautaro Martínez                         | F. C. Internazionale | 17    | 38       | 2686            |
| João Pedro                               | Cagliari             | 16    | 37       | 3448            |
| Última actualización: 23 de mayo de 2021 |                      |       |          |                 |

### Máximos asistentes
| Jugador                                  | Equipo               | Asistencias | Partidos |
| ---------------------------------------- | -------------------- | ----------- | -------- |
| Ruslan Malinovskyi                       | Atalanta B. C.       | 12          | 36       |
| Romelu Lukaku                            | F. C. Internazionale | 11          | 36       |
| Juan Cuadrado                            | Juventus F. C.       | 10          | 28       |
| Henrikh Mkhitaryan                       | A. S. Roma           | 10          | 32       |
| Piotr Zieliński                          | S. S. C. Napoli      | 10          | 34       |
| Josip Iličić                             | Atalanta B. C.       | 9           | 28       |
| Álvaro Morata                            | Juventus F. C.       | 9           | 30       |
| Hakan Çalhanoğlu                         | A. C. Milan          | 9           | 31       |
| Federico Chiesa                          | Juventus F. C.       | 9           | 31       |
| Sergej Milinković-Savić                  | S. S. Lazio          | 9           | 31       |
| Luis Muriel                              | Atalanta B. C.       | 9           | 34       |
| Rodrigo de Paul                          | Udinese C.           | 9           | 34       |
| Dries Mertens                            | S. S. C. Napoli      | 8           | 27       |
| Achraf Hakimi                            | F. C. Internazionale | 8           | 35       |
| Última actualización: 23 de mayo de 2021 |                      |             |          |

## Récords de goles
- Primer gol de la temporada: Gaetano Castrovilli para la Fiorentina contra el Torino (19 de septiembre de 2020) Reporte.
- Último gol de la temporada:
- Gol más rápido: Rafael Leão del Milan frente a Sassuolo a los 6 segundos (20 de diciembre de 2020) Reporte.
- Gol más cercano al final del encuentro: Felipe Caicedo de la Lazio frente a Torino a los 90+8' (1 de noviembre de 2020) Reporte.
- Mayor número de goles marcados en un partido: 8 goles, en el Internazionale 6 - 2 Crotone (3 de enero de 2021).
- Mayor victoria local: Napoli 6 - 0 Genoa (27 de septiembre de 2020), Napoli 6 - 0 Fiorentina (17 de enero de 2021).
- Mayor victoria visitante: Torino 0 - 7 Milan (12 de mayo de 2021).

#### Hat-tricks o pókers
Aquí se encuentra la lista de hat-tricks y póker de goles (en general, tres o más goles marcados por un jugador en un mismo encuentro) conseguidos en la temporada.
| Fecha      | Jugador            | Goles             | Local          | Resultado                                                       | Visitante  | Jornada    |
| ---------- | ------------------ | ----------------- | -------------- | --------------------------------------------------------------- | ---------- | ---------- |
| 08/11/2020 | Henrikh Mkhitaryan | 45+2' · 66' · 85' | Genoa          | 1 - 3 Archivado el 18 de septiembre de 2021 en Wayback Machine. | Roma       | Jornada 7  |
| 03/01/2021 | Lautaro Martínez   | 20' · 57' · 78'   | Internazionale | 6 - 2 Archivado el 5 de febrero de 2021 en Wayback Machine.     | Crotone    | Jornada 15 |
| 13/03/2021 | Dušan Vlahović     | 8' · 26' · 45+1'  | Benevento      | 1 - 4 Archivado el 16 de marzo de 2021 en Wayback Machine.      | Fiorentina | Jornada 27 |
| 14/03/2021 | Cristiano Ronaldo  | 10' · 25' · 32'   | Cagliari       | 1 - 3 Archivado el 19 de mayo de 2021 en Wayback Machine.       | Juventus   | Jornada 27 |
| 2/05/2021  | Rodrigo Palacio    | 31' · 71' · 84'   | Bologna        | 3 - 3 Archivado el 8 de mayo de 2021 en Wayback Machine.        | Fiorentina | Jornada 34 |
| 12/05/2021 | Ante Rebić         | 67' · 72' · 79'   | Torino         | 0 - 7                                                           | Milan      | Jornada 36 |

## Premios

### Mejor jugador del mes
| Mes        | Jugador                 | Equipo         | Ref.          |
| ---------- | ----------------------- | -------------- | ------------- |
| Septiembre | Alejandro Gómez         | Atalanta       | sitio oficial |
| Octubre    | Zlatan Ibrahimović      | Milan          | sitio oficial |
| Noviembre  | Cristiano Ronaldo       | Juventus       | sitio oficial |
| Diciembre  | Hakan Çalhanoğlu        | Milan          | sitio oficial |
| Enero      | Sergej Milinković-Savić | Lazio          | sitio oficial |
| Febrero    | Romelu Lukaku           | Inter de Milán | sitio oficial |
| Marzo      | Lorenzo Insigne         | Napoli         | sitio oficial |
| Abril      | Luis Muriel             | Atalanta       | sitio oficial |